# 北新地

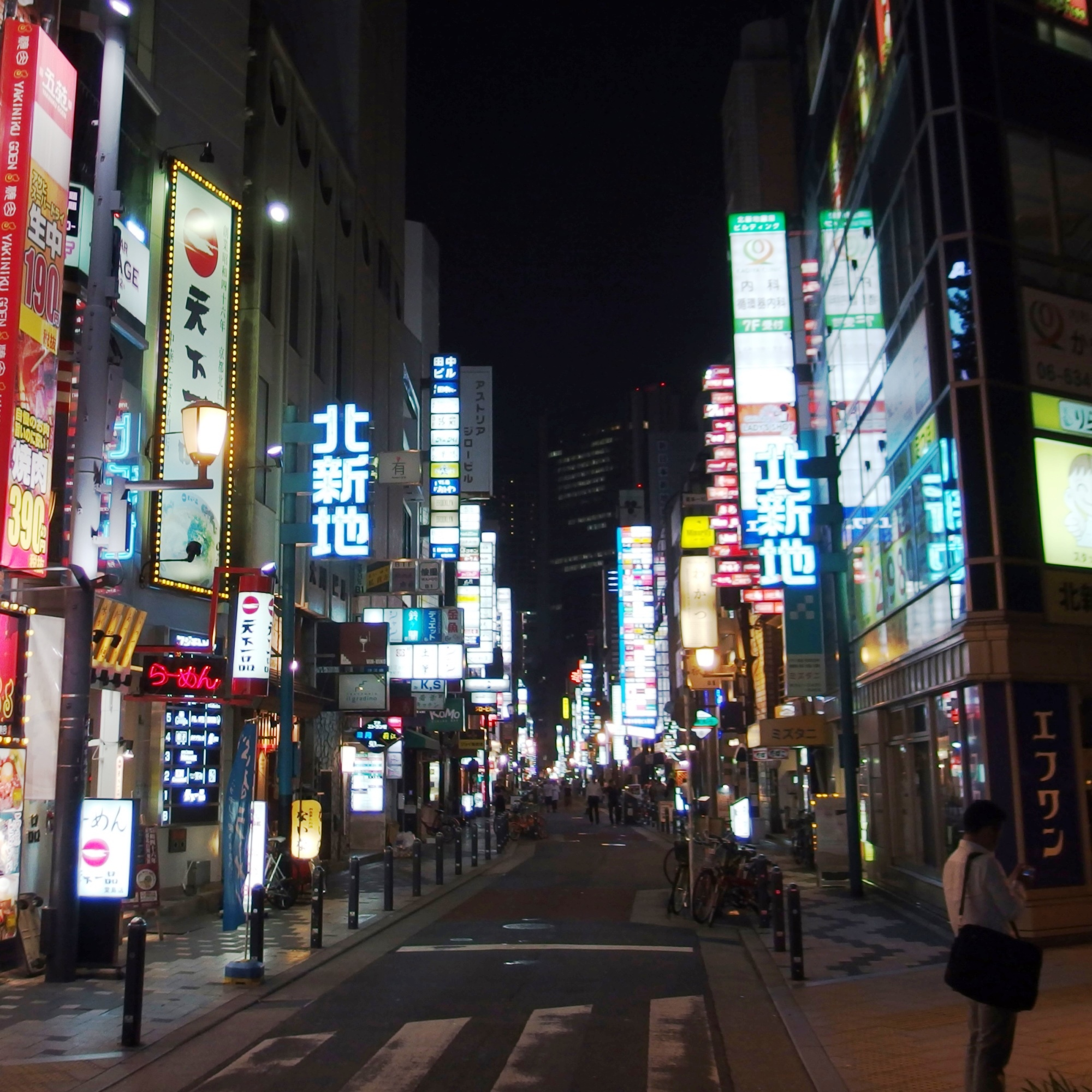
夜晚的新地本通

北新地（日语：／ Kita-shinchi）是大阪府大阪市北區曾根崎新地、堂島的歡樂街。

## 概要
大阪北區最知名的餐飲街，與東京銀座並列為日本最具代表性的高級餐飲街。位於大阪站前鑽石地區南側，東西細長。本地酒廊、俱樂部、料亭林立，但無風俗店與柏青哥店。
北新地基本上位於御堂筋與四橋筋之間，包含「永樂町通」、「新地本通」、「堂島上通」等街道。此處的街道是沿著過去的曾根崎川修建，因此皆呈彎曲狀。
有時也單以「新地」稱呼此處，自從1982年大阪南區難波新地改稱難波以來，大阪市名為「新地」的町名僅剩曾根崎新地。

## 沿革
1685年，河村瑞賢整治曾根崎川後，堂島進行新地開發，由於位於大坂城下北方，稱「北之遊里」。1697年，米市場從北濱移往堂島。1708年，遊里移往曾根崎川北岸的曾根崎新地。
之後，曾根崎新地被稱為「北之遊里」、「北之色里」、「北之新地」，為米商的遊樂場所。此外，由於鄰近諸藩藏屋敷林立的中之島，也有不少武士階級來此遊樂，與町眾為主的大阪南南地五花街展現不同的風貌。
1909年發生「北之大火」（天滿燒毀），此地幾近全毀，瓦礫後來用於填埋曾根崎川進行重建。
此外，「北新地」是「北之新地」的簡稱，而不是「新地的北側」。

## 範圍
曾根崎新地1丁目，堂島1丁目
- 北側…國道2號
  - 東北角為梅田新道交差點
- 東側…國道25號（御堂筋）
- 西側…四橋筋（日语：四つ橋筋）
  - 西北角為桜橋交差點

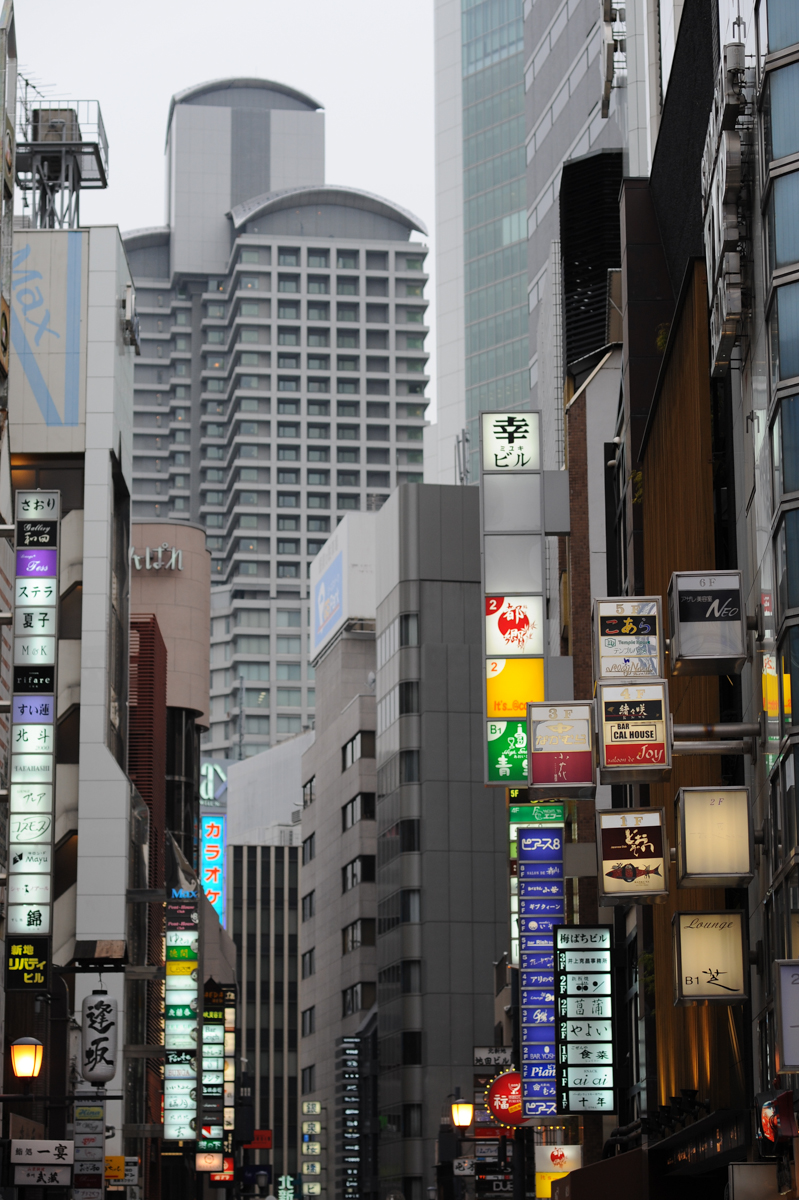
北新地（後方為西梅田HERBIS OSAKA）

北新地北鄰梅田，因此有時也被劃入梅田。南側的堂島濱有許多大型企業的高層大樓。
最近的車站是北側國道2號地下的JR東西線北新地站，但有許多顧客選擇搭乘計程車。因此高級俱樂部開始營業的晚上八點左右可見大量計程車湧入此地。此外，晚上十點以後北新地禁止車輛進入。

## 主要道路
北起
- 永樂町北通
- 永樂町通
- 堂島本通（新地本通）
- 堂島上通
- 堂島船大工通
- 堂島濱通

## 主要行業
高級俱樂部、酒廊（ラウンジ）、輕食店（スナック）、酒吧，小料理店為主，僅有少數平民連鎖餐飲店，也可說是提供滿足接待需求與名人需求的服務。北新地對於酒廊的定義是介於俱樂部（5萬日圓以上，公關小姐入座服務）與輕食店（一萬日圓左右，店員不入座服務）之間的（酒廊也有入座服務，因此也可說是非高級俱樂部）中等消費（2萬日圓～3萬日圓左右）行業。北新地以外的歡樂街就未對酒廊有明確定義。
歷經泡沫經濟破滅、通貨緊縮、雷曼兄弟迷你債券事件等事件，北新地也陸續出現女性酒吧、鋼管舞酒吧、1小時2000日圓無限暢飲歌唱的卡拉OK酒廊、新世界 (大阪)的炸串店等新型行業。

## 外部連結
- 北新地社交料飲協会（页面存档备份，存于）
- 北新地総合情報サイト　新地新聞のキック（页面存档备份，存于）

34°41′54″N 135°29′49″E / 34.698322°N 135.497039°E